# Icke-kontinuerlig sändning
Discontinuous transmission - DTX, på svenska betyder det ”icke kontinuerlig sändning”, och innebär att man inte sänder med samma effekt hela tiden.
Inom mobiltelefoni används DTX för att spara på batteriet. En person beräknas vara aktiv i ungefär 40 % av samtalet. Basstationen säger till telefonen att stänga sändningen när inget sägs. Detta gör att uteffekten kan variera mellan 1,2 watt som mest och ner till 0,000 06 watt. DTX används också till att minska utnyttjandet av bandbredden när sändaren är tyst. Genom att bara sända användbar information minskar antalet överföringar, och störningarna i nätet minskar. 
För att kunna skilja på bakgrundsljud och röst används en komponent som kallas Voice Activity Detection (VAD). Om det misslyckas och tal uppfattas som bakgrundsljud hör mottagaren att ljudet ”klipper”, att det tas bort stavelser i talet. Motsatt, om bakgrundsljudet tas för tal, sänder telefonen hela tiden och effekten av DTX minskar. En annan faktor att ta hänsyn till är att om det blir helt tyst i telefonen kan mottagaren tro att linjen är ”död”. Detta kan man förhindra genom att mottagarsidan försöker återskapa det normala bakgrundsljudet. Detta sker genom att den som sänder skickar en Silence Descriptor Frame (SID), den markerar att det är slut på tal, och innehåller en bit av sändarens bakgrundsljud. SID-ramen används av mottagarsidan för att återskapa bakgrundsljudet.